# Krivac
Krivac je naselje u Hrvatskoj u sastavu Grada Delnica. Nalazi se u Primorsko-goranskoj županiji.

## Zemljopis
Nalazi se na zapadnoj obali rječice Kupice. Sjeverozapadno su Gusti Laz, Zapolje Brodsko, sjeverno je Brod na Kupi, rijeka Kupa i preko nje Pirče u Sloveniji, sjeveroistočno je Zamost Brodski, istočno-sjeveroistočno je Vrh Brodski, istočno je Zakrajc Brodski, jugoistočno su Iševnica i Donji Ložac.

## Stanovništvo
| broj stanovnika | 123   | 99    | 75    | 82    | 60    | 72    | 64    | 58    | 58    | 66    | 61    | 54    | 52    | 44    | 28    | 23    | 18    |
|                 | 1857. | 1869. | 1880. | 1890. | 1900. | 1910. | 1921. | 1931. | 1948. | 1953. | 1961. | 1971. | 1981. | 1991. | 2001. | 2011. | 2021. |